# Jeff Turner
Jeffrey Steven Turner, född 9 april 1962 i Bangor, Maine, är en amerikansk idrottare som tog OS-guld i basket 1984 i Los Angeles. Detta var USA:s åttonde guld i herrbasket i olympiska sommarspelen. Hans sista lag i NBA var Orlando Magic.